# غوردون إي. سوير
غوردون إي. سوير (بالإنجليزية: Gordon E. Sawyer)‏ هو مهندس الصوت ومهندس أمريكي، ولد في 27 أغسطس 1905 في سانتا باربارا في الولايات المتحدة، وتوفي بنفس المكان في 15 مارس 1980.

## وصلات خارجية
- غوردون إي. سوير على موقع IMDb (الإنجليزية)
- غوردون إي. سوير على موقع إن إن دي بي (الإنجليزية)